# Leo Award
De Leo Awards zijn Canadese televisie- en filmprijzen die jaarlijks in verschillende categorieën mensen en producties eert uit Brits-Columbia, alsook producties waar een grote betrokkenheid bestaat uit Brits-Columbia. De prijzen bestaan sinds 1999. In 2005 werd er eveneens het Leo Awards Film Festival aan het event toegevoegd. De prijzen worden gesponsord door de provincie Brits-Columbia.

## Categorieën
- 17 dramaserie categorieën
- 14 film categorieën
- 13 korte dramaseries categorieën
- 10 documentaire categorieën
- 5 informatie en lifestyle categorieën
- 5 animatie categorieën
- 5 jeugdprogramma's categorieën
- 4 muziek, komedie en variatee categorieën
- 2 praatprogramma's categorieën
- 1 productie door student categorie
- 1 muziekvideo categorie

## Winnaars film en dramaserie

### Beste film (Feature length drama)
- 1999 - Rupert's Land
- 2000 - My Father’s Angel
- 2001 - Suspicious River
- 2002 - Suddenly Naked
- 2003 - Flower & Garnet
- 2004 - My Life Without Me
- 2005 - It's All Gone Pete Tong
- 2006 - Capote
- 2007 - Everything's Gone Green
- 2008 - Elijah
- 2009 - Fifty Dead Men Walking
- 2010 - Excited
- 2011 - Gunless
- 2012 - Sisters & Brothers

### Beste serie (Dramatic series)
- 1999 - Da Vinci's Inquest
- 2000 - The Rememberer
- 2001 - Da Vinci’s Inquest
- 2002 - Da Vinci’s Inquest
- 2003 - Da Vinci's Inquest
- 2004 - Human Cargo
- 2005 - The Collector
- 2006 - Terminal City
- 2007 - Smallville
- 2008 - Smallville
- 2009 - Stargate Atlantis
- 2010 - Stargate Universe
- 2011 - Smallville
- 2012 - Blackstone